# Акне
Акне (лат. acne vulgaris) су инфламаторно (упално, запаљењско) обољење коже, узроковано променама у пилосебацеалној јединици (структури која се налази у кожи и састоји се из фоликула длаке и њему придружене лојне жлезде). Уобичајено је да се акне називају бубуљице.
Ово стање обично настаје током пубертета, и нарочито је заступљено у популацији западних земаља, што се објашњава већом генетичком предиспонираношћу. Акне су појавни облик претераног одзива лојних жлезди на уобичајене нивое мушког хормона тестостерона. Код већине људи овај пренаглашен одзив нестаје током времена и око двадесете године акне нестају или се у најмањој мери повлаче, било делимично било привремено. Међутим, не постоји начин помоћу кога се може поуздано предвидети колико дуго времена ће оне опстати, и код неких особа оне се задржавају деценијама, и опстају у тридесетим и четрдесетим годинама живота, па понекад и касније. Акне погађају велики проценат популације у неком од животних раздобља. Појављују се на местима где су лојне жлезде најбројније - лице,врат,рамена,груди и леђа
Сам израз акне потиче из нетачно преузетог грчког израза грч. άκμή акме, у смислу осипа коже) који се среће у списима Етиуса Емидеуса.

## Симптоми
Најуобичајенији облик акни са којим се срећемо је познат под именом "acne vulgaris", што у преводу значи „уобичајене акне." Прекомерно лучење лоја из лојне жлезде делује у спрези са зачепљењем канала лојне жлезде кроз који се лој, код здраве коже, нормално ослобађа. У неким случајевима може доћи и до поремећаја процеса изумирања ћелија у површинским подслојевима коже који доводе до прекомерног љуспања коже, чији микрокомадићи могу доспети у канал поре лојне жлезде и тако физички омести нормално ослобађање лоја. Тада се лојне излучевине накупљају у кожи, у унутрашњости блокираног канала, стварајући повољне услове за раст бактерије Propionibacterium acnes која се и иначе налази у кожи али се под овим условима неконтролисано размножава. Као реакција на ову појаву, у кожи се покрећу запаљењски процеси, долази до упале која ствара видљиви знак на површини коже. Лице, груди, леђа, рамена и надлактице бивају обично најпогођеније регије тела.
Типичне повреде, или ране, узроковане акнама су: комедони, папуле, пустуле, нодули и запаљењске цисте. Оне представљају у већој мери упаљене облике испупчења румене боје која су испуњена гнојем. Неупаљене лојне жлезде, које се правилније називају епидермоидне цисте, се појављују или заједно са акнама или самостално, али нису увек присутне. Након нестанка рана изазваних акнама, могу остати мали ожиљци који могу бити и неуочљиви голим оком.
Осим последица које представљају ожиљци, главно дејство акни је психолошко и огледа се у смањењу самопоуздања и депресији. Акне се обично појављују током пубертета, када су млади људи и иначе склони осећању несигурности.

## Узрочници акни
Није у потпуности познат узрочник, или узрочници, акни. Познато је да постоје и наследни чиниоци. Неколико чинилаца је уочено у проучавањима процеса везаних за акне:
- Хормонска активност, попут менструалног циклуса и пубертета.
- Стрес, који покреће повећано лучење хормона надбубрежних жлезда (хормони стреса).
- Хиперактивност лојних жлезди, која је узрокована између осталог и преко претходно поменута два механизма.
- Нагомилавање изумрлих ћелија површинских слојева коже.
- Бактерије у порама, услед чијег прекомерног присуства тело покреће алергијску реакцију.
- Иритација коже или чешање било које врсте активира и потпомаже упалне процесе.
- Употреба анаболичких стероида.
- Било који препарати, лекови који садрже халогене (јодиди, хлориди, бромиди), литијум, барбитурате, или андрогене.
- Излагање високим нивоима једињења хлора, поготово хлорним диоксинима, може узроковати снажну и дуготрајну појаву акни познатију као хлоракне.

Традиционално, пажња је углавном усмеравана на хормонски изазвано прекомерно лучење лоја која је сматрана главним доприносиоцем овој болести. Недавно је већа пажња посвећена појави сужења лојних канала јер се она сматра другим најважнијим чиниоцем у развоју болести. Абнормално љуспање ћелија у површинским подслојевима коже, абнормално везивање ћелија унутар фоликула длаке ("хиперкератинизација"), и нагомилавање воде унутар коже (које изазива надимање ткива коже и притисак на канале све до њиховог затварања) су појаве предложене као важни делујући механизми.
Неколико хормона је доведено у везу са акнама: мушки хормони тестостерон, дихидротестостерон (DHT) и дихидроепиандростерон сулфат (DHEAS), као и инсулину сличан фактор раста 1 (IGF-I). Осим тога, показало се да је кожа која је склона акнама отпорна према инсулину.
Развој акни (acne vulgaris) у зрелијем добу је неуобичајен, мада је ово старосно доба погодно за друго обољење коже под именом Rosacea (розацеа) која има и сличну појавну слику. Праве акне (acne vulgaris) код зрелијих особа могу бити показатељ и других повезаних стања попут трудноће или поремећаја попут синдрома полицистичних јајника или ретког Кашинговог синдрома.

### Заблуде везане за порекло акни
Постоје заблуде о узроку акни и о стварима које их не узрокују. Најчешће су:
- Дијета (начин исхране). Једна погрешна студија навела је на закључак да чоколада, помфрит, чипс и шећер, између осталог, утичу на акне.[6] Недавно спроведен преглед научне литературе показује да нема аргумената нити у корист нити против ових тврдњи.[7] Консензуз постигнут међу здравственим радницима је тај да оболели од акни треба да испробавају различите начине исхране и уздржавају се од узимања оних намирница за које открију да утичу на погоршање стања акни.[8] Скорашње проучавање, спроведено над 47,335 жена открило је позитивну епидемиолошку придруженост између конзумирања, поготово обраног, млека и појаве акни.[9] Истраживачи износе хипотезу да ова придруженост може бити узрокована хормонима (попут говеђег IGF-I) присутног у крављем млеку; али овај податак није дефинитивно потврђен. Морска храна, са друге стране, може садржати релативно високе нивое јода, али вероватно недовољно да изазове навалу акни. Ипак, особе које су склоне акнама ће можда пожелети да избегну прекомерно конзумирање намирница са високим садржајем јода. Такође се предлаже постојање везе између начина исхране са високим садржајем шећера и акни. Према овој хипотези, изненадно одсуство акни у земљама које не припадају западним подручјима може се објаснити њиховим начином исхране који има ниски гликемијски индекс.[10] Неопходна су додатна истраживања су како би се утврдило да ли смањен унос намирница високог гликемијског индекса (попут газираних напитака, слаткиша, белог хлеба) може значајно ублажити акне, мада конзумирање намирница високог гликемијског индекса треба свакако свести на минимум, због њиховог утицаја на опште здравствено стање.[тражи се извор]
- Недостатак личне хигијене. Акне нису узроковане нечистоћом. Ова заблуда вероватно потиче од чињенице да су у механизам настајања акни укључене и инфекције. Заправо, блокада која ствара акне настаје дубоко унутар коже у уском каналу фоликула длаке, из којег их је немогуће испрати. Ови чепови се формирају од ћелија и лоја који ствара тело. Бактерије укључене у процес су исте те које су и иначе присутне у кожи. Редовно чишћење коже може ублажити, али не и предупредити, акне код одређене особе и веома су мале варијације у испољавању акни узроковане варијацијама у хигијени. Све што превазилази веома нежну негу може заправо погоршати повреде и чак подстаћи појаву нових кроз оштећивање или пресушивање коже.
- Секс. Раширени су митови који тврде да мастурбација потпомаже појаву акни и да их, супротно њој, целибат или сексуални однос могу излечити. Не постоје научни подаци који доказују чињеничност било које од ових тврдњи.

## Лечења

### Временски ток лечења акни
Историјат акни потиче из најранијих периода документоване историје. У древном Египту, забележено је да је неколико фараона патило од акни. Од Античких Грка долази и енглески израз акне (енг. acne, који у преводу значи тачка или врх). Лечење акни има, исто тако, значајну историју:
- Древни Рим : купање у врелој, и често сумпорној, минералној води је било један од неколицине доступних начина лечења акни. Један од најранијих текстова у коме се помињу проблеми са кожом је De Medicina који је написао Целзус.
- 1800-те: дерматолози деветнаестог века употребљавали су сумпор у лечењу акни. Веровало се да сумпор исушује кожу.
- 1920-те: употребљава се бензоил пероксид.
- 1930-те: употребљавају се лаксативи у лечењу такозваних бубуљица чедности.
- 1950-те: када су у употребу ушли антибиотици, откривено је да имају повољан утицај на акне. Давани су орално у почетку. Топијски антибиотици су постали доступни мало касније.
- 1960-те: Витамин А и Ретин А су показали делотворност у лечењу акни. То је довело до развоја изотретионина који се током 1980-их у САД продавао као Accutane и Roaccutane.
- 1990-те: уведено је лечење ласером.
- 2000-те: уведена је терапија плавим/црвеним светлом.

Неки стари начини лечења, попут лаксатива, су избачен из употребе али су други, попут бањских начина опстали и постају све популарнији.

### Доступни начини лечења
Постоји велики број производа у продаји који се користе за лечење акни, од којих су многи без било каквих клинички доказаних ефеката. Уопштено говорећи, успешно лечење даје мало видљивих ефеката у току прве две недеље; потом се акне повлаче постепено током приближно 3 месеца, након којих побољшање достиже стање даље стагнације. Лечења која обећавају побољшања у року од 2 недеље вероватно ће се на крају показати као разочаравајућа.
Комбинација поступака лечења може умногоме умањити обим и тежину стања акни у великом броју случајева. Лечења која су најделотворнија су уједно и најсклонија појави пропратих ефеката и захтевају велики степен надзора, тако да је постепен приступ често у употреби. Многе особе се консултују са доктором када одлучују који начин лечења да употребе, нарочито када разматрају комбиновану примену третмана. За известан број поступака лечења се показало да су делотворна. Наводимо их:

#### Абразија коже
Абразија, или скидање површинских слојева коже, се може спроводити било механички, помоћу абразивне тканине или течног пречишћивача, било хемијски. Уобичајена хемијска средства су салицилна киселина и гликолна киселина, које олакшавају перутање површинских подслојева коже, а са циљем да се спречи нагомилавање слојева изумрлих ћелија које се стапају са здравим слојевима и зачепљују поре. Од помоћи су и при уклањању блокада из зачепљених пора. Приметите да се под хемијским перутањем не мисли на перутање у класичном макроскопском, видљивом, смислу већ на микроскопско разарање површинских слојева коже. Зависно од врсте абразије могућа је појава и видљивих љуспи коже. Овлаживачи и топијска средства против акни која садрже агенсе за изазивање хемијског перутања су обично доступна на тржишту. Механичка абразија се ређе користи јер су многе добробити уклањања ових површинских подслојева коже поништене последицама трљања и механичког надраживања коже.

#### Топијски бактерициди
Широко распрострањени антибактеријски препарати који садрже бензоил пероксид могу се користити код благих и средње тешких случајева акни. Гелови или креме који садрже бензоил пероксид се утрљавају, два пута дневно, у поре захваћене регије и првенствено спречавају настајање нових акни уништавањем бактерије P.acnes. За разлику од антибиотика, бензоил пероксид има предност што је јак оксидант (суштински је благ избељивач) и тако не доводи до развоја резистентности код бактерија. Међутим, он редовно ствара исушеност у кожи, локалну иритацију и црвенило. Компромисни режим би подразумевао дневну употребу разблаженог бензоил пероксида (2,5%), у комбинацији са одговарајућим овлаживачима (не-комедонским) чиме би се спречило пресушивање коже.
При употреби бензоил пероксида мора се пазити обзиром да је он благ избељивач тако да ће избелити било какво влакно или косу уколико ступи у контакт са њима.
Међу остале антибактеријске препарате спадају триклосан, или хлорхексидин глуконат али су они углавном мање делотворни.

#### Топијски антибиотици
Споља нанети антибиотици попут еритромицина, клиндамицина, стиемицина или тетрациклина намењени су уништавању бактерија које су уметнуте у блокираним фоликулима длаке. Док топијска употреба антибиотика има исту делотворност као и орална, овај метод примене избегава могуће пропратне ефекте који могу бити иритација желуца или међудејство са осталим лековима (нпр. Они неће утицати на орално унете контрацептивне пилуле), али се може показати као непогодан ако се наноси на веће телесне површине од лица.

#### Орални антибиотици
Међу оралне антибиотике који се користе у лечењу акни спадају еритромицин или неки из групе тетрацикличних антибиотика (тетрациклин, или окситетрациклин који се боље апсорбује или неке из групе која се користи једном дневно попут доксициклина, миноциклина или лајмциклина). Триметроприм се такође понекад користи. Међутим, смањење броја бактерије P. acnes неће, само по себи, учинити ништа да смањи лучење лоја и абнормално понашање ћелија који представљају почетне узорке блокаде фоликула. Штавише, антибиотици постају све мање делотворни јер се све више појављују резистентне фамилије бактерија P. acnes. Акне ће се у општем случају поново појавити брзо након прекида лечења; неколико дана након топијске примене и неколико недеља након оралне примене.

#### Хормонско лечење
Код жена, акне се могу ублажити Хормонским третманима. Контрацептивне пилуле са нормалном комбинацијом естрогена/прогестерона имају делимичан ефекат, али антитестостеронски Ципротерон у комбинацији са естрогеном (Diane 35) је посебно делотворан у смањењу нивоа андрогена. Постоји и алтернатива за Diane-35 која се зове дроспиренон која производи мање пропратних ефеката од Diane 35 / Dianette. Обе ове верзије се могу користити када налази крви показују абнормално високе нивое андрогена али су делотворни чак и када то није случај.
Уколико је бубуљица велика и/или не реагује на друге врсте лечења, дерматолог може применити и инјекцију кортизона директно у бубуљицу, што ће обично смањити црвенило и упалу, скоро тренутно. Последица је заравњење бубуљице, чиме се омогућава њено лакше препокривање шминком и такође може помоћи процес залечења. Пропратни ефекти су минимални, али могу се јавити у виду привременог избељивања коже у околини тачке убризгавања. Овај метод такође носи са собом и далеко мањи ризик остављања ожиљка него што то чини хируршко уклањање бубуљице.

#### Спољни ретиноиди
Нормализују животни циклус фоликула длаке. Група лекова којима се ово омогућује су топијски ретиноиди попут третионина (тржишни назив је Ретин-А), адапален (тржишни назив Диферин) и тазаротен и tazarotene (тржишни назив Тазорак). Попут изотретионина, они су повезани са витамином А, али се наносе као топијски и уопштено имају далеко блаже пропратне ефекте. Они могу, међутим, узроковати значајну иритацију коже. Ретиноиди вероватно утичу на животне циклусе стварања и изумирања ћелија у зидовима фоликула. Овиме се спречава хиперкератинизација ових ћелија која може довести до блокаде. Ретинол, облик витамина А, има слично само блаже дејство и користи се у бројним комерцијалним овлаживачима и осталим топијским производима. Делотворни топијски ретиноиди су у употреби преко 30 година али су доступни само на рецепт и нису у широкој употреби као остали топијски препарати. Топијски ретиноиди често узрокују почетно запаљење акни у току првог месеца, које може бити снажно.

#### Орални ретиноиди
Смањују лучење лоја из жлезди. Ово се може постићи свакодневним уносом деривата витмина А попут изотретионина (тржишни назив Акутан, Сотрет) током 4-6 месеци. Верује се да изотретионин делује првенствено тако што смањује лучење лојних жлезда, међутим неке студије наговештавају да он утиче и на друге чиниоце везане за настанак акни. Изотретионин се показао као врло делотворан у лечењу тешких случајева акни и ефикасан је у смањењу или потпуном уклањању код више од 80% пацијената. Лек има далеко дуготрајнији ефекат од антибактеријских третмана и често лечи акне у потпуности. Лечење захтева стриктан медицински надзор од стране дерматолога зато што лек прате бројни познати пропратни ефекти (који могу бити тешки). Код око 25% пацијената може доћи до повраћаја обољења након првог периода лечења. У тим случајевима, други период лечења од 4-6 месеци може показати достизање жељених резултата. Често се препоручује пробни период од неколико месеци између два периода лечења, зато што се стање може донекле побољшати у периоду након завршетка фазе лечења и тај период може дати телу времена да се опорави. Повремено се користи и трећи или чак четврти период лечења, али су побољшања често мање значајна. Најпознатији пропратни ефекти су сува кожа и повремена кварења из носа (поред сувоће слузокоже носа).
Орални ретиноиди често стварају почетну упалу акни у току првог месеца која може бити тешка. Постоје забележени извештаји да је лек оштетио јетру пацијената. Из овог разлога се препоручује пацијентима да пре и током лечења направе и анализирају узорке крви. У неким случајевима, лечење се завршава услед промена у неком од бројних показатеља нивоа супстанца у крви који могу бити повезани са оштећењем јетре. Постоје и тврдње по којима су извештаји о трајним оштећењима јетре неподупрти и неки дерматолози сматрају да је непотребна рутинска провера стања јетре. Триглицериди у крви се такође морају пратити. Међутим, рутинско тестирање је део званичних препорука за коришћење ових лекова у великом броју земаља. Неки извештаји из штампе наговештавају да изотреонин може узроковати депресију али до септембра 2005. не постоји сагласност у медицинској литератури о величини ризика. Лек такође узрокује дефекте на плоду уколико жена постане трудна током лечења или почне да се лечи током трудноће. Из тог разлога се од пацијенткиња захтева употреба две засебне мере за контролу рађања или изјава о апстиненцији током узимања лека. Из тог разлога лек се сматра као последња инстанца, након што су се други блажи облици лечења показали неефикасним. У САД су донета рестриктивни закони који регулишу употребу овог лека (тзв. енгл. iPledge програм) почетком марта 2006. године како би се спречила злоупотреба овог лека.

#### Фототерапија

##### Плаво и црвено светло
Дуго времена је познато краткотрајно побољшање које се постиже излагањем сунцу. Међутим, студије су показале да сунчево светло погоршава стање на дугорочној основи превасходно због оштећења ултраљубичастим зрачењем. Однедавно је у употреби видљиви део спектра (фототерапија) и са успехом је показано да нарочито плаво светло из посебно наменски израђених флуоресцентних светиљки, дихроичних сијалица, диодних извора и ласера производи ова дејства. Употреба ове терапије два пута недељно показала је смањење акни за око 64%; а сматра се још делотворнијом када се примењује преко дана. Механизам деловања је тај да порфирини произведени од стране бактерије P. acnes стварају слободне радикале под утицајем озрачености плавим светлом. Поготово ако се светлост користи неколико дана, ови слободни радикали на крају постају смртоносни за саме бактерије. Како порфирини нису иначе присутни у кожи, и не употребљава се ултраљубичасти део спектра, овај начин лечења се показује као безбедан и одобрен је од америчке институције . Лечење наводно постаје делотворније када се употребљава црвено светло (660 нанометара таласне дужине) када производи 76%-тно смањење појаве акни након 3 месеца дневног лечења и то код 80% пацијената; степег општег побољшања је сличан или бољи у поређењу са бензоил пероксидом. За разлику од већине других начина лечења очекује се појава мањих или никаквих пропратних ефеката, док је веома мало вероватно да се може развити резистентност бактерија на овај вид лечења. Након лечења, унапређено стање се дуже одржава у односу на третмане топијским или оралним антибиотицима; није неуобичајен ни период од неколико месеци. Међутим, опрема и лечење су разумљиво скупљи, мада се трошкови преносивог кућног комплета за лечење могу упоредити са трошковима набавке бензоил пероксида/овлаживача/пречишћивача за период од неколико година, с тиме да се фототерапија боље подноси.

##### Фотодинамичка терапија
Поред поменутог, базичне науке и клиничка испитивања које су спровели дерматолози Јорам Харт и Алан Шалита са сарадницима дала су доказе да интензивно плаво/љубичасто светло (таласне дужине од 405 до 425 нанометара) може смањити број раница узрокованих упалама акни до 60-70% током 4 недеље терапије, нарочито у случајевима када су бактерије P.acnes претходно сузбијане делта-аминолевулиничном киселином (ALA), која поспешује стварање порфирина. Међутим, ова фотодинамичка терапија носи у себи контроверзност и резултати нису објављивани у тзв. научним часописима у којима могу бити преиспитани од стране стручног одбора . Ова бојазан је потврђена и сведочењима мале групе корисника која се могу наћи на Acne.org и који су изнели жалбе на рачун фотодинамичке фототерапије у којима наводе да ова терапија није донела никакво побољшање или је у неким случајевима и погоршала стање. Од укупно 38 прегледаних случајева 31,6% (12) је доживело дугорочно излечење или краткотрајно излечење или побољшање, у 28,9% (11) случајева није забележено никакво побољшање или престанак побољшања, а у 23,7% (9) случајева је наступило погоршања или чак велико погоршање.

### Ређе коришћени начини лечења
- Азелаична киселина (Azelex, Finevin, Skinoren) је погодна за благе, комедонске акне.[20]
- Цинк. Узет орално цинк глуконат се показао делотворним у лечењу упаљених акни (мада нешто слабији од тетрациклина).[21][22]
- Дивљи лешник (екстракт изведен из листа и коре биљке Hamamelis virginnia) је такође познат у лечењу акни због својих својства опорости и скупљања.
- Уље мелалеуке (уље чајног дрвета) се користило са делимичних успехом и показало се делотворним у смиривању упала насталих код кожних инфекција [23]
- Ниацинамид, (Витамин Б3) се наноси топијски у облику гела, и показао се у проучавању спроведеном 1995. године као делотворнији од топијских антибиотика коришћених ради поређења и показао је и мање пропратне ефекте.[24] Топијски ниацинамид је доступан и преко рецепта и без рецепта. Неки корисници га сами припремају у кућним условима из мешавине уситњених пилула ниацинамида и гела од алое вере. Особина топијски примењеног ниацинамида у третирању акни је вероватно његово својство смиривања упала. Такође је наговештено да потпомаже синтезу колагена, кератина, инволукрина и флагрина.

### Будућност лечења
Ласерска хирургија је већ неко време у примени код смањења ожиљака насталих од акни, али су у току и истраживања могућности употребе ласера у превенцији формирања акни. Ласер се користи за производњу једног од следећих ефеката:
- сагоревања фоликулске кесице из које длака расте
- сагоревање лојних жлезди које производе лој
- индуковање настанка кисеоника у бактеријама, који их потом уништава

С обзиром на то да извори пулсног светла високог интензитета стварају топлотна оштећења коже, постоји бојазан да ће поступци лечења акни ласерским или интензивним пулсним изворима индуковати хиперпигментоване макуле (пегице) или узроковати дугорочно исушивање коже. Од 2005. године ова метода је још увек углавном у стадијуму медицинских испитивања неголи у области стандардних метода лечења.
Због наговештаја да акне имају значајан наследни фактор, постоје очекивања да ће јефтино секвенцирање генома помоћи у прецизнијој изолацији телесних механизама укључених у настанак акни, што би могло довести до ефикаснијих метода лечења. (Грубо узевши, узимао би се узорак ДНК из великог оболелих као и ДНК особа које нису оболеле и рачунарском обрадом података би се трагало за статистички јаком различитошћу у генима између ове две групе). Међутим, до 2005. године, поступак ДНК секвенцирања још увек није довољно јефтин тако да овај поступак може бити удаљен од нас неколико деценија. Уколико је могуће, употребљаваће се и генска терапија како би се изменио ДНК који утиче на кожу.

### Препоручени начини лечења у зависности од врсте acne vulgaris
- Комедонске (незапаљењске) акне: локално лечење азелаичном киселином, салицилном киселином, топијски ретиноиди, бензоил пероксид.
- Благе папуле-пустуле (запаљењске) акне: бензоил пероксид или топијски ретиноиди, топијски антибиотици (попут еритромицина).
- Умерене упаљене акне: бензоил пероксид или топијски ретиноиди у комбинацији са оралним антибиотицима (тетрациклини). Изотретионин је могућ као опција.
- Тешко упаљене акне, нодуларне акне, акне које не реагују на претходно поменуте начине лечења: изотретионин, или контрацептивне пилуле са ципротероном код жена са вирилизацијом или дроспиренон.

## Ожиљци од акни
Тежи случајеви акни често остављају за собом мале ожиљке који могу бити јамичасти, тањирасти или коцкасти у профилу. Лечење ожиљака од акни је скупо и тешко,
и неуобичајено је потпуно успешно лечење. У тим случајевима, могуће је обратити се специјалистима за лечење ожиљака.